# Маковиця (Яремче)
Ма́ковиця — гора в Українських Карпатах. Орографічно належать до гірського масиву Ґорґани. Розташована на схід від центральної частини міста Яремче, на межі Яремчанської міської ради та Надвірнянського району Івано-Франківської області.

## Походження назви
Назва вершини походить від слова маківка — тобто вершок, верхівка, верхів'я, верховина, вершина. За іншими даними назва походить з санскриту та означає місце поклоніння (капище).

## Загальні відомості

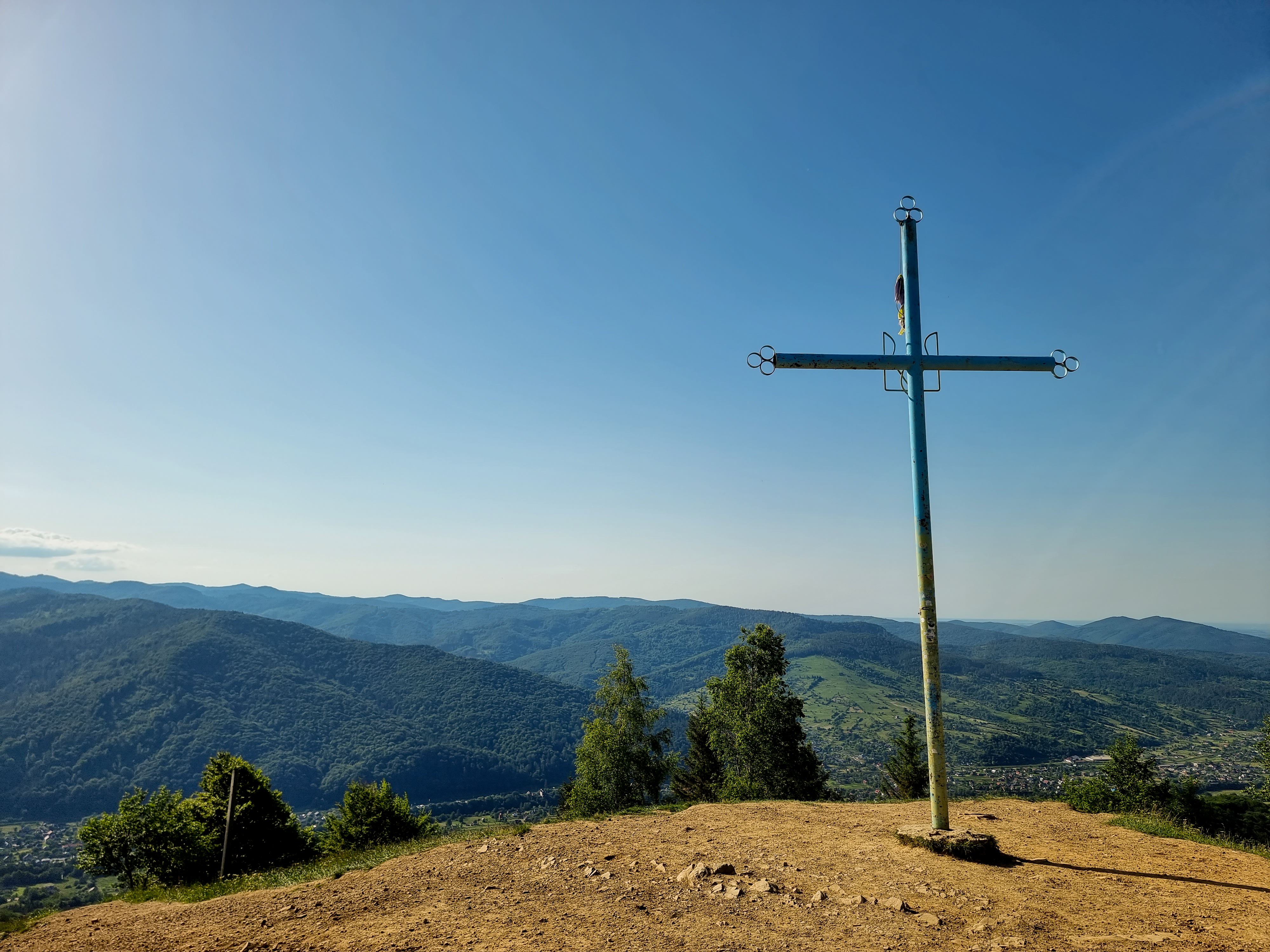
Хрест на вершині гори

Висота гори 984,5 м. Маковиця — одна з найвищих вершин в околицях міста Яремче. Північні та північно-західні схили круті, південні та південно-західні — більш пологі. Підніжжя гори, особливо північно-західне і середня частина, за винятком крутих осипів, вкриті майже суцільними лісами, вершина — рідкими чагарниками й окремими деревами. Вільні від лісу місцини багаті на трав'яний покрив.
Є два основні туристичні маршрути виходу на гору Маковиця. Перший починається від вул. Івана Франка, біля джерела та каплички, в передмісті Ямна і далі по хребті до Маковиці. Другий від каменю Довбуша, що біля залізниці та залізничного тунелю, стежкою Довбуша і через Скелі Довбуша.

## Географія
На захід від Маковиці розташовані річка Прут, місто Яремче та річка Жонка, яка бере свій початок на північному схилі хребта Явірник; на півдні — долина річки Прут із передмістям Ямна, село Микуличин, а далі розкинулися гірські вершини найвищого в Українських Карпатах Чорногорського масиву.
Найближчі населені пункти: місто Яремче — на заході, передмістя Ямна та село Микуличин — на півдні, передмістя Дора та селище Делятин — на півночі, села Чорні та Білі Ослави — на сході. На вершині гори встановлений металевий хрест і вказівники відстаней: до міста Яремче — 3,5 км, до передмістя Дора — 3,5 км, до Скель Довбуша — 4,5 км.

## Галерея

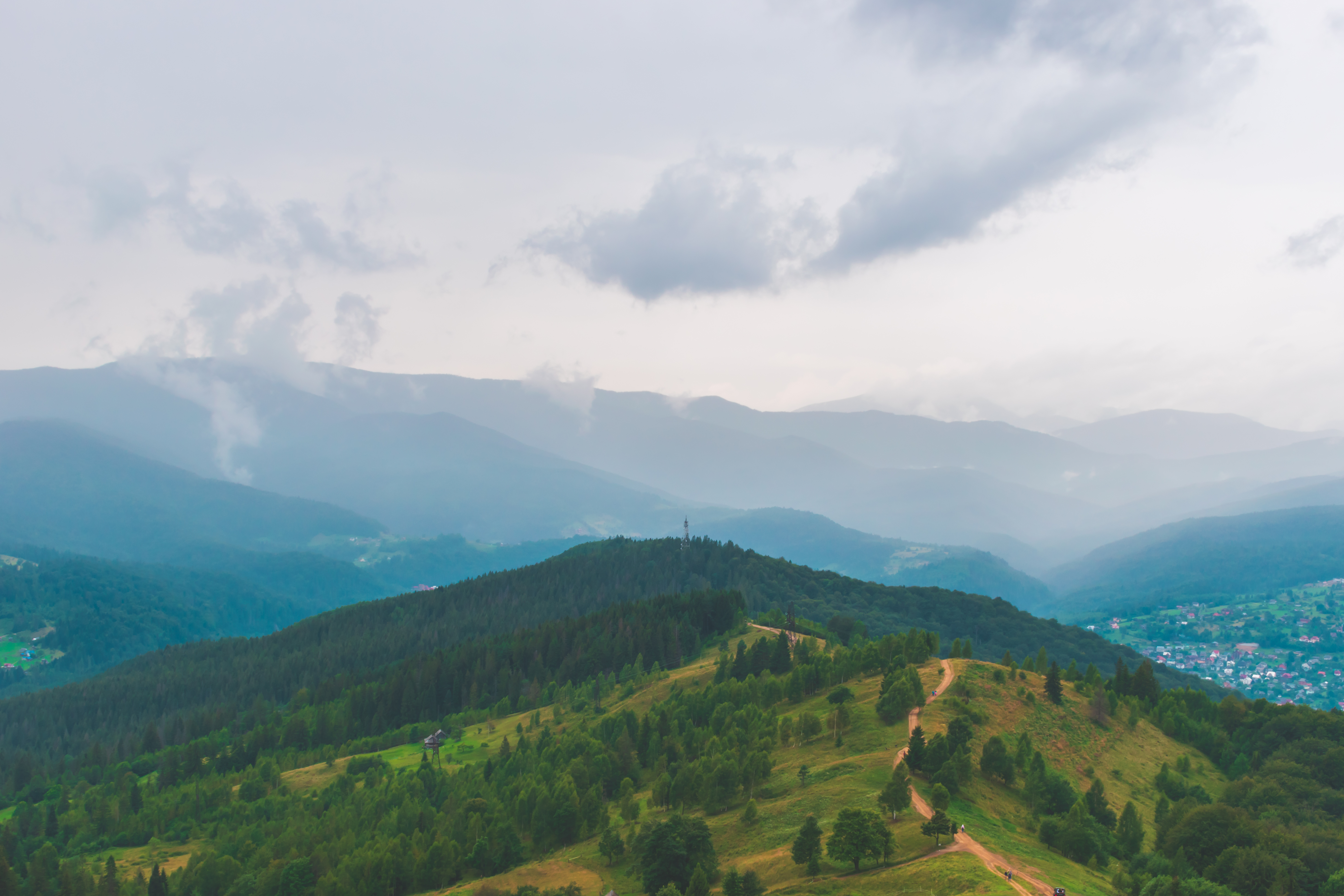
Західні схили гори Маковиця
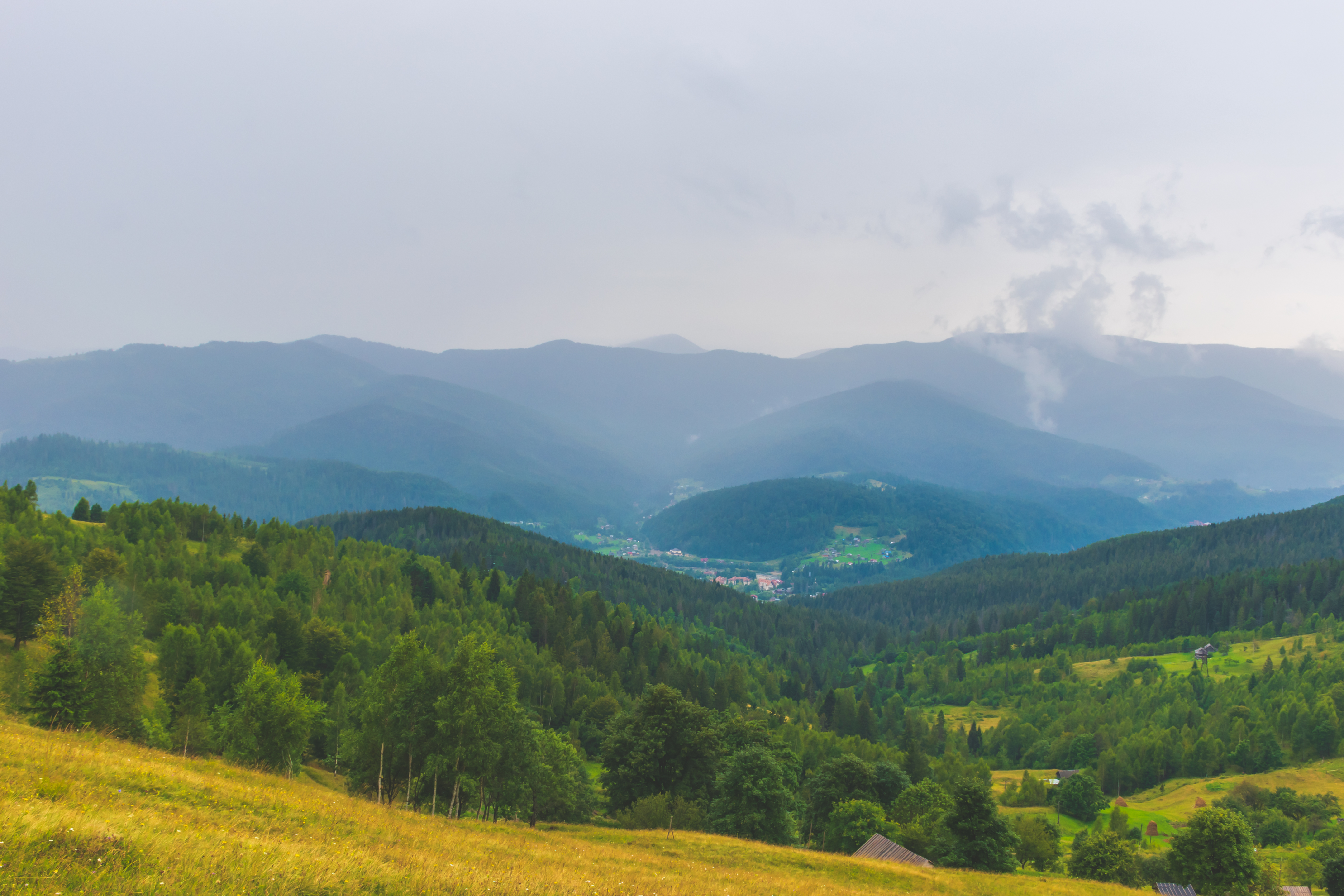
Вид на присілок Рівня зі схилів гори Маковиця
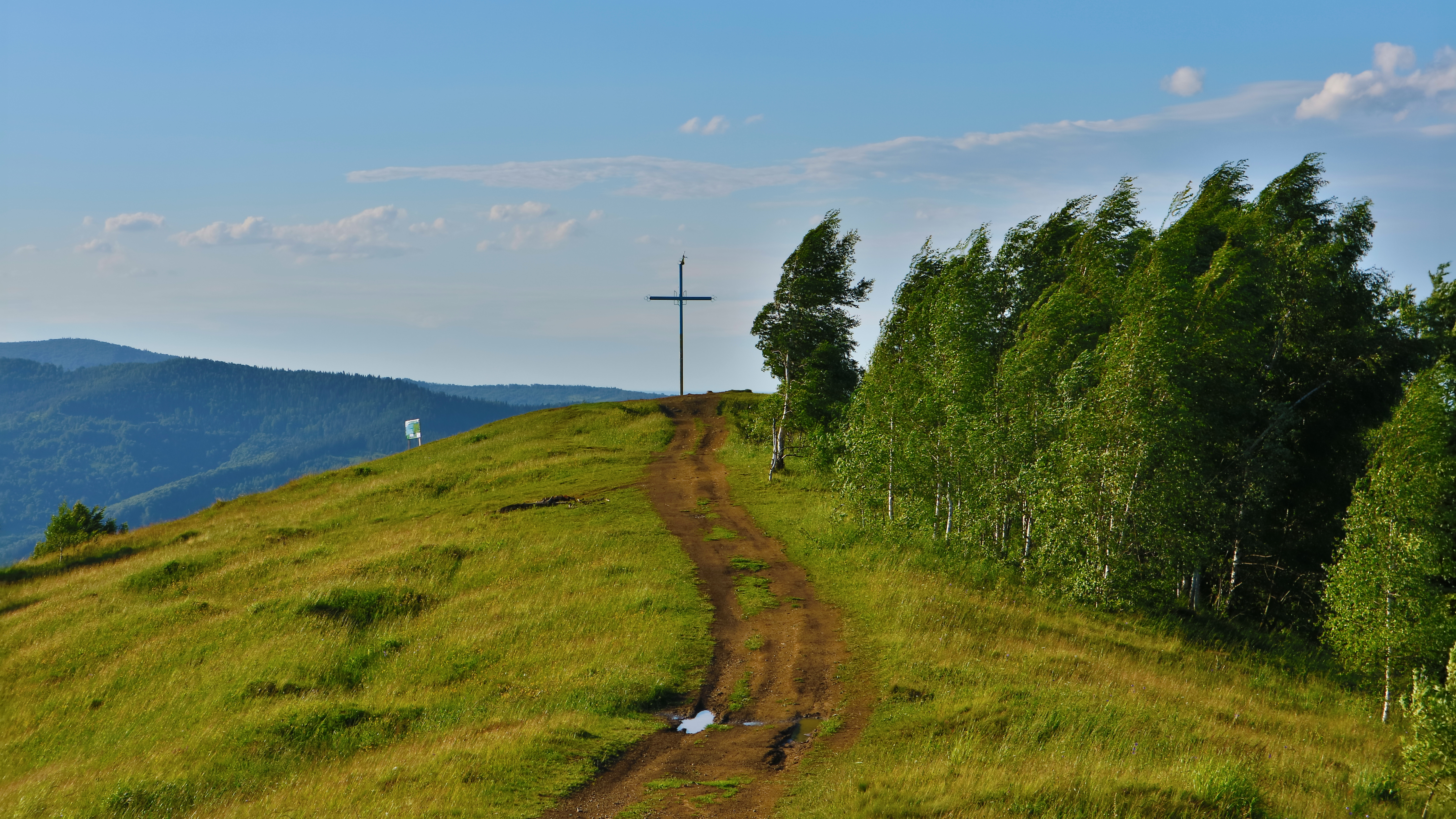
Вершина гори з південної сторони
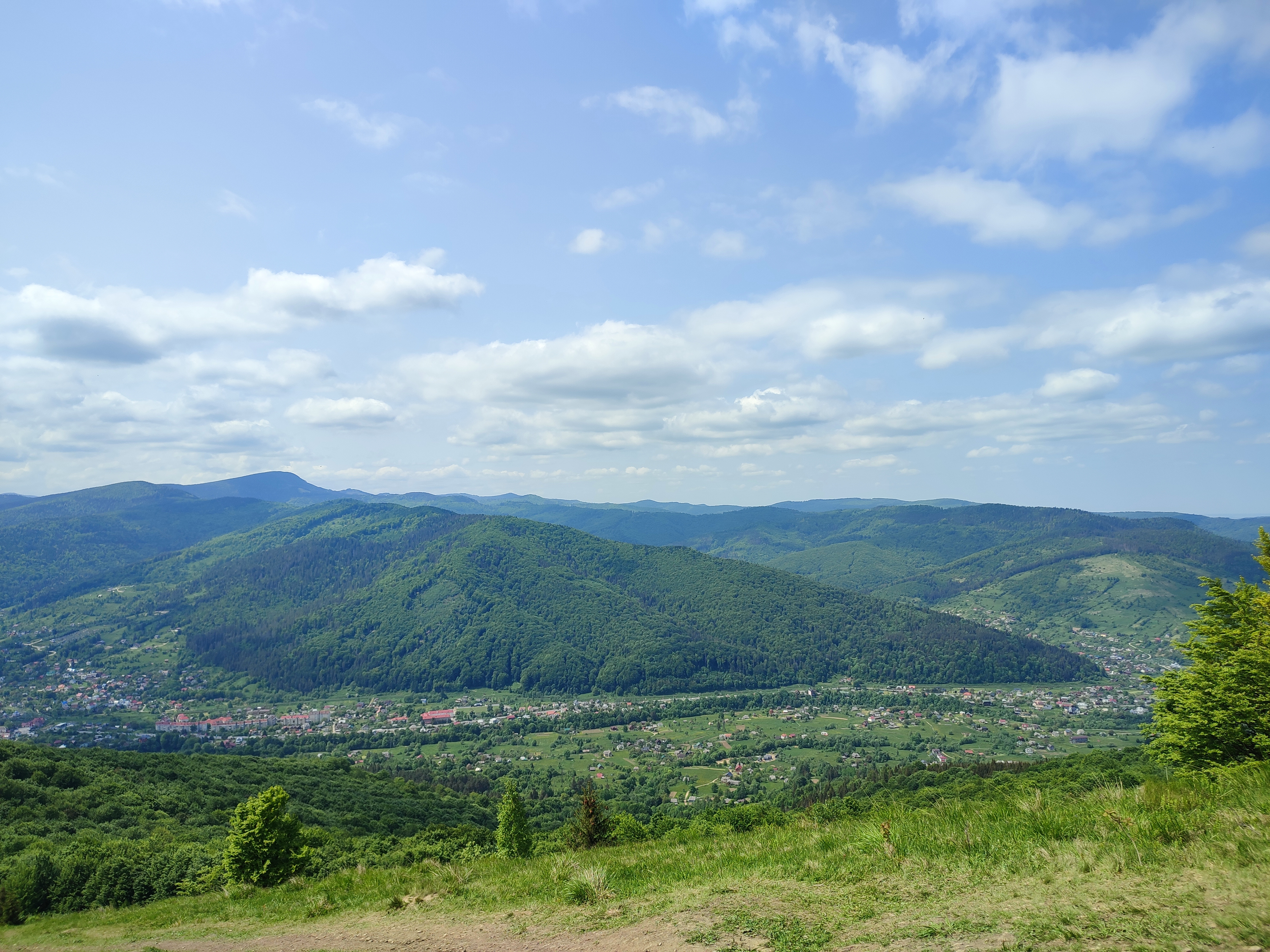
Вид на Яремче зі схилів гори Маковиця